# Ельниковское сельское поселение
Ельниковское се́льское поселе́ние — муниципальное образование в Ельниковском районе Мордовии Российской Федерации.
Административный центр — село Ельники.

## История
Статус и границы сельского поселения установлены Законом Республики Мордовия от 1 декабря 2004 года № 97-З «Об установлении границ муниципальных образований Ельниковского муниципального района, Ельниковского муниципального района и наделении их статусом сельского поселения и муниципального района».
Законом от 24 апреля 2019 года, в Ельниковское сельское поселение (сельсовет) были включены все населённые пункты упразднённого Большеуркатского сельского поселения (сельсовета).

## Население
| 2002  | 2010  | 2012  | 2013  | 2014  | 2015  | 2016  |
| ----- | ----- | ----- | ----- | ----- | ----- | ----- |
| 6114  | ↗6235 | ↘6080 | ↘5908 | ↘5750 | ↘5645 | ↘5542 |
| 2017  | 2018  | 2019  | 2020  | 2021  |       |       |
| ↘5452 | ↘5334 | ↘5198 | ↗5324 | ↗5646 |       |       |

## Состав сельского поселения
| №  | Населённый пункт | Тип населённого пункта | Население |
| -- | ---------------- | ---------------------- | --------- |
| 1  | Ельники          | село                   | ↘5247     |
| 2  | Каменный Брод    | село                   | ↘67       |
| 3  | Комаровка        | деревня                | ↘2        |
| 4  | Мельсяны         | деревня                | ↘47       |
| 5  | Передовой        | посёлок                | ↘68       |
| 6  | Старые Пичингуши | село                   | ↘146      |
| 7  | Большой Уркат    | село                   | ↘219      |
| 8  | Будаево          | деревня                | ↘22       |
| 9  | Вольный          | посёлок                | ↘12       |
| 10 | Красные Горки    | посёлок                | ↘8        |
| 11 | Малый Уркат      | деревня                | ↘1        |
| 12 | Полочино         | деревня                | ↘11       |
| 13 | Свободный        | посёлок                | ↘3        |
| 14 | Урей 1-й         | деревня                | ↘42       |